# Fokker Universal
El Fokker Universal fue el primer avión construido en los Estados Unidos  basado en los diseños de la compañía Fokker , propiedad de Anthony Fokker, que había diseñado aviones para los alemanes durante la Primera Guerra Mundial. Cerca de la mitad de los 44 Universal que se construyeron entre 1926 y 1931 en los Estados Unidos se usaron en Canadá. Entre los pilotos famosos que volaron el Fokker Universal estaban Punch Dickins y Walter Gilbert.

## Diseño y desarrollo
Anthony Fokker estableció la Atlantic Aircraft en el aeropuerto de Teterboro en Teterboro, Nueva Jersey. Uno de sus primeros proyectos para la nueva compañía fue la construcción de otras aeronaves bajo licencia. En 1926, formuló planes para crear una aeronave original diseñada para el transporte aéreo y de servicios públicos. El diseño fue liderado por Robert Noorduyn y estaba basado en los diseños convencionales de Fokker. La construcción de materiales mixtos incluía un bastidor de tubo de acero soldado para las superficies del fuselaje y de la cola que estaban recubiertas de tela, así como un gran ala construida de madera con una envergadura de 14,55 m, montada sobre el fuselaje. Aunque el diseño general era bastante "limpio", todos los cables, bocinas y accesorios estaban montados externamente, lo que aumentaba considerablemente la resistencia al aire.
Cuando el Fokker Universal, conocido en Fokker como el Modelo 4, se desarrolló por primera vez en 1925, estaba propulsado por un motor Wright R-790 Whirlwind J-4 de 149 kW (200 CV) o J-5 de 164 kW (220 CV). La última versión Standard Universal fue impulsada por un motor Wright R-975 Whirlwind J-6-9 de 220 kW (300 hp). Dos tanques de gasolina fueron montados en las alas cerca del borde de ataque. Como era típico de la época, el piloto se sentaba en una cabina abierta delante del borde de ataque del ala. La cabina cerrada debajo y en la parte trasera del piloto tenía capacidad para cuatro a seis pasajeros o podía estar equipada para el transporte de carga. La capacidad de carga se estimó en aproximadamente 427 kg (940 lb); la capacidad de combustible fue de 280 l (78 US gal) o 213 kg (468 lb).
Su precio de venta, nuevo en fábrica en 1927 era de 14.200 dólares. En un momento en que  Fokker América producía principalmente versiones locales de aviones diseñados en los Países Bajos, el Fokker Universal invirtió esta situación al convertirse en un avión de diseño americano fabricado por la empresa matriz como Fokker F.XI, aunque los Fokker F.XI y Universal no eran idénticos.

## Historial operacional
Propulsado por el nuevo motor radial Wright R-790 Whirlwind, de nueve cilindros refrigerado por aire que demostró ser fiable, el Universal se convirtió en una buena elección para los pequeños transportistas y operadores aéreos. La robusta aeronave utilitaria demostró que podía transportar carga o pasajeros y su exclusivo sistema de amortiguación hecho de cuerdas elásticas le permitió aterrizar en pistas de aterrizaje desiguales y con baches. La configuración se podía cambiar fácilmente de un avión terrestre a hidroavión equipado con flotadores o con esquís, para superficies de hielo y nieve ásperos. Un pedido de doce unidades fue realizado por Western Canada Airways cuando su propietario, James Armstrong Richardson, Sr., juzgó que el Standard Universal era el mejor transporte disponible para su uso en las regiones del norte de Canadá. Seis Universales más (G-CAHE - CAHJ) fueron pedidos por el Gobierno Canadiense para su uso en la Expedición del Estrecho de Hudson (1927-1928) para estudiar la formación de hielo y la navegación en el Estrecho de Hudson antes de la construcción del puerto Churchill en Manitoba. Un Fokker Universal fue el primer avión en volar sobre el Polo Norte en la expedición del almirante Byrd en 1926. El 9 de mayo se elevó sobre Kingsbay (ahora Ny-Ålesund), Spitsbergen (Svalbard) a bordo de un Universal y, junto con el piloto Floyd Bennett, afirmó haber volado sobre el Polo Norte. Esta hazaña le reportó gran renombre y le sirvió para recibir financiación para sus vuelos sobre el Polo Sur.
Aunque no fue diseñado específicamente para vuelos de larga distancia, el Universal era adecuado para trabajos pioneros. Charles Lindbergh había querido volar un Universal en su vuelo transatlántico, pero la Atlantic Aircraft Corporation, que revisó su solicitud en 1926, creyó que los planes de Lindbergh eran demasiado arriesgados. Más preocupados por la reputación de la compañía que por el bienestar del piloto, no le venderían un avión.
El Universal proporcionó un servicio constante, aunque no espectacular; fueron utilizados por más de una docena de aerolíneas estadounidenses, canadienses y extranjeras que lo volaron como transporte de pasajeros y carga. Un desarrollo posterior, el Super Universal era más grande y más refinado con una cabina de mando totalmente cerrada, y que pronto sustituyó al Universal en las líneas de producción de la Atlantic Aircraft.
Los Universal continuaron volando hasta bien entrada la década de 1930, pero fueron destinados principalmente para el trabajo de carga.

## Aviones supervivientes
El Fokker Standard Universal G-CAJD es también conocido como El Fantasma del Lago Charron. Se perdió en una tormenta de nieve el 10 de diciembre de 1931. Después de 30 años de búsqueda, fue descubierto en 2005. Un equipo de búsqueda del Royal Aviation Museum of Western Canada (el Fokker Aircraft Recovery Team, F.A.R.T.), usando sofisticada tecnología de sonar de barrido lateral, finalmente localizó la aeronave literalmente "estacionada" en el fondo del lago. En julio de 2006, el motor del Ghost fue recuperado y enviado a Winnipeg, junto con varias piezas. En octubre, el equipo de arqueología subacuática regresó al sitio de recuperación y remolcó la sección de la cola a aguas menos profundas. En 2007 se llevó a cabo otra expedición para recuperar más del piezas del Fokker para su futura exhibición en el museo. Los componentes recuperados se encuentran actualmente almacenados en el Museo de Aviación del Oeste de Canadá. Actualmente no se ha tomado una decisión sobre la restauración o conservación de dicho material.

## Operadores
Australia
- Ansett Airways

 Canadá
- Canadian Airways
- Canadian Colonial Airways
- Department of Marine and Fisheries
- Western Canada Airways

 Cuba
- Fuerza Aérea de Cuba

 Honduras
- Fuerza Aérea Hondureña

 Estados Unidos
- National Parks Airways
- Pacific Air Transport
- Pure Oil
- Standard Air Lines

## Especificaciones técnicas (Fokker Universal)
Referencia datos: Datos de Inspection Handbook Part 5 «Inspection Handbook Part 5». Regulatory and Guidance Library. Federal Aviation Administration. Archivado desde el original el 12 de febrero de 2017. Consultado el 26 de abril de 2018.«Fokker». Aerofiles. Consultado el 26 de abril de 2018.

### Características generales
- Tripulación: 1
- Capacidad: 4 pasajeros o carga  de 427 kg.
- Longitud: 10,13 m
- Envergadura: 14,56 m
- Altura: 2,7 m
- Superficie alar: 31,68 m²
- Peso vacío: 996 kg
- Peso cargado: 1.818 kg
- Planta motriz: radial nueve cilindros refrigerado por aire Wright R-975 Whirlwind J-6-9.
  - Potencia: 220 kW (303 HP; 299 CV) cada uno.

### Rendimiento
- Velocidad nunca excedida (Vne): 189 km/h
- Velocidad crucero (Vc): 158 km/h
- Alcance: 805 km
- Techo de vuelo: 3.658 m